# Rune Gjerde
Rune Gjerde (15 luglio 1968) è un ex calciatore norvegese, di ruolo centrocampista.

## Carriera

### Club
Gjerde giocò per il Viking dal 1987 al 1993. Esordì nella 1. divisjon in data 7 maggio 1989, subentrando ad Ivar Hauge nella sconfitta per 2-0 in casa del Moss. L'11 giugno successivo, arrivarono le prime reti nella massima divisione norvegese: fu autore di una doppietta nel successo per 6-1 sul Kongsvinger. Nello stesso anno, arrivò l'affermazione della squadra nella Coppa di Norvegia 1989. Due anni più tardi, il Viking centrò il primo posto finale nel campionato 1991.

## Palmarès

### Club

#### Competizioni nazionali
- Coppa di Norvegia: 1

Viking: 1989
- Campionato norvegese: 1

Viking: 1991